# Toaru Kagaku no Railgun
Toaru Kagaku no Railgun (Nhật: とある科学の超電磁砲 Hepburn: Toaru Kagaku no Rērugan) là loạt manga do Kamachi Kazuma thực hiện và Fuyukawa Motoi minh họa, đây là ngoại truyện của loạt tiểu thuyết Toaru Majutsu no Index. Tác phẩm đã đăng trên Dengeki Daioh từ ngày 27 tháng 5 năm 2007.
Ngoại truyện này đã được chuyển thể thành các loại hình truyền thông khác để thành một nhánh thương hiệu riêng như anime, trò chơi điện tử... Chuyển thể anime thứ nhất của loạt manga này đã được thực hiện và phát sóng tại Nhật Bản từ ngày 03 tháng 10 năm 2009 đến ngày 20 tháng 3 năm 2010. Bộ anime thứ hai có tựa Toaru Kagaku no Railgun S (とある科学の超電磁砲S) cũng đã được thực hiện và phát sóng từ ngày 12 tháng 4 đến ngày 27 tháng 9 năm 2013. Chuyển thể trò chơi điện tử thể loại visual novel cũng đã được thực hiện và phát hành vào ngày 8 tháng 12 năm 2011.

## Tổng quan

### Sơ lược cốt truyện
Cốt truyện lấy bối cảnh giống như trong Toaru Majutsu no Index nhưng xoay quanh nhân vật nữ Misaka Mikoto, oan gia của Kamijou Touma. Cô là một trong bảy người có năng lực mạnh nhất trong thành phố - level 5 - với khả năng sử dụng điện, cho thấy góc nhìn của một nhân vật khác về thế giới chung của hai tác phẩm; chủ yếu đào sâu vào sự việc liên quan tới các Sisters, nhân bản và level upper.

### Nhân vật
Nhân vật
- Shirai Kuroko
- Misaka Mikoto
- Accelerator
- Index

Level 5:
- - Hạng 1 level 5: Accelerator
- - Hạng 2 level 5: Kakine Teitoku
- - Hạng 3 level 5: Misaka Mikoto
- - Hạng 4 level 5: Mugino Shizuri
- - Hạng 5 level 5: Shokuhou Misaki
- - Hạng 6 level 5: Aihana Etsu
- - Hạng 7 level 5: Sogita Gunha

Level 4:
- Shirai Kuroko
- Takitsubo Rikou
- Kinuhata Saiai
- Musujime Awaki
- Kongou Mitsuko

Sister:
- Misaka 10.032
- Misaka 19.090
- Last Order
- Misaka Worst

Khác:
- Heaven Canceler
- Saten Ruiko
- Kihara Gensei
- Misaka Misuzu
- Kouzaku Mitori

Tổ chức/nhóm:
Anti-Skill:
- Yomikawa Aiho

Skill-Out:
- Lãnh đạo: Hamazura Shiage

ITEM
- Lãnh đạo: Mugino Shizuri
- Thành viên:
- Frenda Seivelun
- Kinuhata Saiai
- Takitsubo Rikou

Judgement:
- Shirai Kuroko
- Uiharu Kazari

## Truyền thông

### Manga
Loạt manga Toaru Kagaku no Railgun (とある科学の超電磁砲) có cốt truyện được viết bởi Kamachi Kazuma người viết loạt tiểu thuyết chính và Fukuyama Motoi lo phần minh họa. Các chương của loạt manga này đã đăng trên tạp chí truyện tranh phát hành hằng tháng dành cho shōnen là Dengeki Daioh của ASCII Media Works từ tháng 4 năm 2007. ASCII Media Works sau đó cũng đã tập hợp các chương lại và phát hành thành các tankōbon thông qua nhà xuất bản Dengeki Comics của họ, tính đến ngày 26 tháng 6 năm 2025 thì đã có 20 tập được xuất bản. Seven Seas Entertainment đã đăng ký bản quyền phiên bản tiếng Anh của loạt manga này để phát hành tại thị trường Bắc Mỹ còn Kadokawa Media thì đăng ký bản quyền phát hành tại Đài Loan.

### Tiểu thuyết
Một bộ tiểu thuyết gồm 8 tập ngắn có tựa Toaru Kagaku no Railgun SS (とある科学の超電磁砲SS) lấy bối cảnh lúc các nhân vật chính đi nghỉ trong một chương trình giao lưu của thành phố với thế giới bên ngoài nhưng lại vô tình bị cuốn vào một cuộc phiêu lưu khác. Bộ này đã phát hành như sản phẩm đính kèm phiên bản BD/DVD giới hạn của bộ anime Toaru Majutsu no Index từ ngày 23 tháng 1 đến 21 tháng 8 năm 2009.

### Anime
J.C.Staff đã chuyển thể loạt manga thành anime dưới sự đạo diễn của Nagai Tatsuyuki, âm nhạc được soạn bởi Minakami Seishi và hòa tấu bởi Iuchi Maiko, Tanaka Yuichi đảm nhận phần thiết kế nhân vật, còn đạo diễn nghệ thuật và âm thanh do Kuroda Tomonori và Aketagawa Jin đảm nhiệm. Bộ anime này đã phát sóng từ ngày 03 tháng 10 năm 2009 đến ngày 20 tháng 3 năm 2010 trên kênh Tokyo MX sau đó được phát trên các kênh khác. Trong khi 12 tập đầu thì bám sát các sự kiện diễn ra trong loạt manga với chỉ một chút thay đổi nhỏ thì 12 tập sau lại sử dụng cốt truyện hoàn toàn mới do Kamachi Kazuma thực hiện. Bộ anime này cũng đã phát hành thành tám đĩa DVD và Blu-ray. Một tập OVA của bộ anime này đã được phát hành vào ngày 29 tháng 10 năm 2010, bản Blu-ray của OVA bán được 24,361 bản vào cùng năm. Funimation Entertainment cũng đã đăng ký bản quyền phiên bản tiếng Anh của bộ anime để tiến hành phân phối tại thị trường Bắc Mỹ và Muse Communication thì phân phối tại Đài Loan.
Bộ anime thứ hai là Toaru Kagaku no Railgun S (とある科学の超電磁砲S) cũng đã được J.C.Staff thực hiện và đã phát sóng tại Nhật Bản từ ngày 12 tháng 4 đến ngày 27 tháng 9 năm 2013 với 24 tập trên kênh AT-X và Tokyo MX sau đó phát lại sau vài ngày trên các kênh CTC, MBS và Tochigi TV.
Bộ anime thứ ba là Toaru Kagaku no Railgun T (とある科学の超電磁砲T) do J.C.Staff thực hiện và phát sóng từ ngày 10 tháng 1 năm 2020 tại Nhật Bản với 25 tập trên kênh AT-X, Tokyo MX và MBS, BS11, AbemaTV. Phần ba sẽ tiếp tục cốt truyện Đại hội thể thao Daihasesai tại Academy City, level 5.2 và sự kiện Dream Rankers.

### Web radio
Cùng với việc bộ anime đầu được thức hiện và phát sóng một loạt chương trình web radio có tựa Toaru "Radio" no Railgun (とある"ラジオ"の超電磁砲) đã được thực hiện và phát sóng từ ngày 18 tháng 9 năm 2009 đến ngày 30 tháng 4 năm 2010 trên trang mạng HiBiKi Radio Station với 32 chương trình. Người dẫn chương trình chính là nhân vật Uiharu Kazari và Saten Ruiko. Các chương trình này sau đó đã được tập hợp lại và phát hành thành 8 đĩa.
Khi bộ anime thứ hai được thực hiện thì loạt chương trình radio khác đã được thực hiện song song có tựa Toaru Radio no Railgun S (とあるラジオの超電磁砲S) và phát sóng từ ngày 21 tháng 3 đến ngày 26 tháng 12 năm 2013 cũng trên trang mạng HiBiKi Radio Station với 35 chương trình. Người dẫn chương trình chính là nhân vật Misaka Mikoto. Các chương trình này sau đó cũng đã được tập hợp lại và phát hành thành 8 đĩa dưới dạng đĩa đính kèm phiên bản BD/DVD giới hạn của bộ anime.

### Trò chơi điện tử
Một chuyển thể trò chơi điện tử thuộc thể loại visual novel dành cho hệ PlayStation Portable đã được Kadokawa Games phát triển và ASCII MediaWorks phát hành vào ngày 08 tháng 12 năm 2011. Kể từ khi được công bố thì ngày phát hành trò chơi này đã bị dời lại nhiều lần, ban đầu trò chơi dự tính sẽ phát hành ít lâu sau Toaru Majutsu no Index PSP là vào tháng 5 năm 2011 nhưng vì lý do nào đó mà việc phát hành bị trì hoãn cho đến tháng 12. Trò chơi cho lựa chọn hai cách chơi, một là tập trung vào cốt truyện với tốc độ tiến triển chậm chạp nhiều lời thoại và lựa chọn hai là cơ chế hành động tập trung vào các cảnh đối kháng hành động với tiết tấu nhanh và bỏ qua các tình tiết khác trong cốt truyện.

### Âm nhạc
Bộ anime Toaru Kagaku no Railgun có năm bài hát chủ đề với hai bài hát mở đầu và ba bài hát kết thúc. Bài hát mở đầu thứ nhất là bài only my railgun do fripSide trình bày dùng từ tập 2 đến tập 14, bài hát này cũng sử dụng như là bài hát kết thúc cho tập đầu của bộ anime. Đĩa đơn chứa bài hát này đã phát hành vào ngày 04 tháng 11 năm 2009. Bài hát mở đầu thứ hai mang tựa LEVEL5-judgelight- cũng do fripSide thực hiện sử dụng từ tập 15 đến tập 23. Đĩa đơn của bài hát này đã phát hành vào ngày 17 tháng 2 năm 2010. Hai đĩa đơn này có hai phiên bản giới hạn và bình thường, phiên bản giới hạn có đính kèm một đĩa chứa đoạn phim trình bày nhạc phẩm. Bài hát kết thúc thứ nhất là bài Dear My Friend -Mada Minu Mirai he- (Dear My Friend －まだ見ぬ未来へ－) trình bày bởi ELISA dùng từ tập 2 đến tập thứ 14 trừ tập 12 của bộ anime. Tập 12 của bộ anime sử dụng bài hát kết thúc Smile -You & Me- do ELISA trình bày. Đĩa đơn chứa hai bài hát này này đã phát hành vào ngày 04 tháng 11 năm 2009 cũng với hai phiên bản giới hạn và bình thường, phiên bản giới hạn có đính kèm một đĩa chứa đoạn phim trình bày nhạc phẩm. Bài hát kết thúc thứ ba là bài Real Force cũng được trình bày bởi ELISA sử dụng cho các tập còn lại. Đĩa đơn mang bài hát đã phát hành vào ngày 24 tháng 2 năm 2010. Hai đĩa chứa các bản nhạc dùng trong anime là SPARK!!! và MOMENT đã phát hành vào ngày 29 tháng 1 và ngày 28 tháng 5 năm 2010.
Một bộ ba đĩa chứa các bài hát do các nhân vật trình bày cũng như chứa các đoạn drama đã phát hành từ ngày 26 tháng 3 đến ngày 30 tháng 7 năm 2010.
| only my railgun | only my railgun                  | only my railgun |
| STT             | Nhan đề                          | Thời lượng      |
| --------------- | -------------------------------- | --------------- |
| 1.              | "only my railgun"                | 4:17            |
| 2.              | "Late in autumn"                 | 6:09            |
| 3.              | "only my railgun -instrumental-" | 4:16            |
| 4.              | "Late in autumn -instrumental-"  | 6:06            |

| LEVEL5-Judgelight- | LEVEL5-Judgelight-                  | LEVEL5-Judgelight- |
| STT                | Nhan đề                             | Thời lượng         |
| ------------------ | ----------------------------------- | ------------------ |
| 1.                 | "LEVEL5-judgelight-"                | 4:25               |
| 2.                 | "memory of snow"                    | 5:01               |
| 3.                 | "LEVEL5-judgelight- (instrumental)" | 4:25               |
| 4.                 | "memory of snow (instrumental)"     | 4:58               |
| Tổng thời lượng:   | Tổng thời lượng:                    | 18:49              |

| Dear My Friend -Mada Minu Mirai e- (Dear My Friend -まだ見ぬ未来へ-) | Dear My Friend -Mada Minu Mirai e- (Dear My Friend -まだ見ぬ未来へ-)                                                                                | Dear My Friend -Mada Minu Mirai e- (Dear My Friend -まだ見ぬ未来へ-) |
| STT                                                                  | Nhan đề | Thời lượng                                                           |
| -------------------------------------------------------------------- | --- | -------------------------------------------------------------------- |
| 1.                                                                   | "Dear My Friend -Mada Minu Mirai he- (Dear My Friend -まだ見ぬ未来へー)"                                                                            | 4:10                                                                 |
| 2.                                                                   | "SMILE -You&Me- ("Dear My Friend" Acoustic arrangements) (「Dear My Friend」アコースティックアレンジ)"                                              | 3:35                                                                 |
| 3.                                                                   | "Dear My Friend -Mada Minu Mirai he- (E.M ver.) (Dear My Friend -まだ見ぬ未来へー (E.M ver.))"                                                      | 4:17                                                                 |
| 4.                                                                   | "Dear My Friend -Mada Minu Mirai he- (Instrumental) (Dear My Friend -まだ見ぬ未来へー (Instrumental))"                                              | 4:10                                                                 |
| 5.                                                                   | "SMILE -You&Me- (Instrumental) ("Dear My Friend" Acoustic arrangements) SMILE -You&Me- (Instrumental) (「Dear My Friend」アコースティックアレンジ)" | 3:35                                                                 |
| 6.                                                                   | "Dear My Friend -Mada Minu Mirai he- (E.M ver.) (Instrumental) (Dear My Friend -まだ見ぬ未来へー (E.M ver.) (Instrumental))"                        | 4:15                                                                 |
| Tổng thời lượng:                                                     | Tổng thời lượng: | 24:02                                                                |

| Real Force       | Real Force                                   | Real Force |
| STT              | Nhan đề                                      | Thời lượng |
| ---------------- | -------------------------------------------- | ---------- |
| 1.               | "Real Force"                                 | 4:13       |
| 2.               | "ENDLESS ANTHOLOGY [Live ver.]"              | 6:07       |
| 3.               | "Rinrin to [Live ver.] (凛々と [Live ver.])" | 4:48       |
| 4.               | "Real Force [Instrumental]"                  | 4:11       |
| Tổng thời lượng: | Tổng thời lượng:                             | 19:19      |

| Toaru Kagaku no Railgun ORIGINAL SOUND TRACK "SPARK!!" (とある科学の超電磁砲 ORIGINAL SOUND TRACK 1 「SPARK!!」) | Toaru Kagaku no Railgun ORIGINAL SOUND TRACK "SPARK!!" (とある科学の超電磁砲 ORIGINAL SOUND TRACK 1 「SPARK!!」) | Toaru Kagaku no Railgun ORIGINAL SOUND TRACK "SPARK!!" (とある科学の超電磁砲 ORIGINAL SOUND TRACK 1 「SPARK!!」) |
| STT | Nhan đề | Thời lượng |
| --- | --- | --- |
| 1. | "only my railgun (TV size)"                                                                                      | 1:36 |
| 2. | "Tokiwadai Chuugakkou (常盤台中学校)"                                                                            | 2:26 |
| 3. | "Judgement no Katsudou (風紀委員の活動)"                                                                         | 1:44 |
| 4. | "Judgement desu no! (ジャッジメントですの!)"                                                                     | 2:00 |
| 5. | "Uiharu Kazari (初春飾利)"                                                                                       | 1:57 |
| 6. | "Gakusha no Sono (学舎の園)"                                                                                     | 1:42 |
| 7. | "Onee-sama... (お姉さま…)"                                                                                       | 1:11 |
| 8. | "Kuroko no Kuwadate (黒子の企て)"                                                                                | 1:50 |
| 9. | "Itsumo no Nakama to (FROM "Toaru Majutsu no Index BGM") (いつもの仲間と (FROM 「とある魔術の禁書目録BGM」))"    | 1:38 |
| 10. | "Sakubou (策謀)"                                                                                                 | 1:56 |
| 11. | "searcher" | 2:45 |
| 12. | "battle area" | 2:28 |
| 13. | "Taisetsu na Tomodachi (大切な友達)"                                                                             | 1:58 |
| 14. | "Katsubou (渇望)"                                                                                                | 2:44 |
| 15. | "Uwasasareru Mono (噂されるモノ)"                                                                                | 3:12 |
| 16. | "Anti-Skill (アンチスキル)"                                                                                      | 1:38 |
| 17. | "Chiisana Nozomi (小さな望み)"                                                                                   | 2:10 |
| 18. | "RAILGUN SHOOT"                                                                                                  | 2:36 |
| 19. | "Gyakuten (FROM "Toaru Majutsu no Index BGM") (逆転 (FROM 「とある魔術の禁書目録BGM」))"                         | 2:11 |
| 20. | "Ano Toki no Yakusoku (あのときの約束)"                                                                          | 2:11 |
| 21. | "Kiyama-sensei (木山せんせい)"                                                                                   | 2:31 |
| 22. | "Dear My Friend -Mada Minu Mirai e- (TV size) (Dear My Friend -まだ見ぬ未来へー (TV size))"                      | 1:33 |
| Tổng thời lượng:                                                                                                 | Tổng thời lượng:                                                                                                 | 45:57 |

| Toaru Kagaku no Railgun ORIGINAL SOUND TRACK 2 "MOMENT" (とある科学の超電磁砲 ORIGINAL SOUND TRACK 2 「MOMENT」) | Toaru Kagaku no Railgun ORIGINAL SOUND TRACK 2 "MOMENT" (とある科学の超電磁砲 ORIGINAL SOUND TRACK 2 「MOMENT」) | Toaru Kagaku no Railgun ORIGINAL SOUND TRACK 2 "MOMENT" (とある科学の超電磁砲 ORIGINAL SOUND TRACK 2 「MOMENT」) |
| STT | Nhan đề | Thời lượng |
| --- | --- | --- |
| 1. | "LEVEL5-judgelight- (TV size)"                                                                                   | 1:42 |
| 2. | "Houkago (放課後)"                                                                                               | 2:17 |
| 3. | "Tokiwadai Joshiryou (常盤台女子寮)"                                                                             | 1:36 |
| 4. | "Tea time" | 2:12 |
| 5. | "Yare Yare (やれやれ)"                                                                                           | 1:36 |
| 6. | "Sorette... (それって…)"                                                                                         | 1:57 |
| 7. | "Kore de Iindesu no? (これでいいんですの?)"                                                                      | 1:59 |
| 8. | "Skill Out (スキルアウト)"                                                                                       | 2:07 |
| 9. | "Omoide (思い出)"                                                                                                | 2:11 |
| 10. | "Tsuyoi Ishi (強い意志)"                                                                                         | 3:54 |
| 11. | "high speed" | 3:20 |
| 12. | "Level Upper (レベルアッパー)"                                                                                   | 1:43 |
| 13. | "Ano Hi no Tsuzuki (あの日の続き)"                                                                               | 3:28 |
| 14. | "Doushiyou mo nai Kimochi (どうしようもない気持ち)"                                                              | 2:18 |
| 15. | "Ketsu (決意)"                                                                                                   | 2:02 |
| 16. | "Tachihadakaru Genjitsu (立ちはだかる現実)"                                                                      | 3:17 |
| 17. | "AIM Burst (AIMバースト)"                                                                                        | 1:47 |
| 18. | "Sashisemaru Kiki (FROM Toaru Majutsu no Index BGM) (差し迫る危機 (FROM 「とある魔術の禁書目録 BGM」))"          | 3:01 |
| 19. | "Tachidomarenai Wake (立ち止まれない理由)"                                                                       | 1:50 |
| 20. | "Kaeru Basho (帰る場所)"                                                                                         | 3:17 |
| 21. | "Egao de (笑顔で)"                                                                                               | 2:10 |
| 22. | "Gakuen Toshi no Yuugure (学園都市の夕暮れ)"                                                                     | 2:50 |
| 23. | "Real Force (TV size)"                                                                                           | 1:32 |
| Tổng thời lượng:                                                                                                 | Tổng thời lượng:                                                                                                 | 54:06 |

| "Toaru Kagaku no Railgun" ARCHIVES 1 (「とある科学の超電磁砲」アーカイブス1) | "Toaru Kagaku no Railgun" ARCHIVES 1 (「とある科学の超電磁砲」アーカイブス1) | "Toaru Kagaku no Railgun" ARCHIVES 1 (「とある科学の超電磁砲」アーカイブス1) |
| STT                                                                          | Nhan đề                                                                      | Thời lượng                                                                   |
| ---------------------------------------------------------------------------- | ---------------------------------------------------------------------------- | ---------------------------------------------------------------------------- |
| 1.                                                                           | "Audio Drama・1st Part (オーディオドラマ・1stパート)"                        | 19:59                                                                        |
| 2.                                                                           | "Choudenji Shoujo Days (超電磁少女Days)"                                     | 3:29                                                                         |
| 3.                                                                           | "Audio Drama・2st Part (オーディオドラマ・2stパート)"                        | 15:52                                                                        |
| 4.                                                                           | "Desu no! White & Black (ですのっ!White&Black)"                              | 5:06                                                                         |
| Tổng thời lượng:                                                             | Tổng thời lượng:                                                             | 44:26                                                                        |

| "Toaru Kagaku no Railgun" ARCHIVES 2 (「とある科学の超電磁砲」アーカイブス2) | "Toaru Kagaku no Railgun" ARCHIVES 2 (「とある科学の超電磁砲」アーカイブス2) | "Toaru Kagaku no Railgun" ARCHIVES 2 (「とある科学の超電磁砲」アーカイブス2) |
| STT                                                                          | Nhan đề                                                                      | Thời lượng                                                                   |
| ---------------------------------------------------------------------------- | ---------------------------------------------------------------------------- | ---------------------------------------------------------------------------- |
| 1.                                                                           | "Audio Drama・1st Part (オーディオドラマ・1stパート)"                        | 15:19                                                                        |
| 2.                                                                           | "Ubuiro bloomy (初色bloomy)"                                                 | 3:55                                                                         |
| 3.                                                                           | "Audio Drama・2nd Part (オーディオドラマ・2ndパート)"                        | 12:57                                                                        |
| 4.                                                                           | "Namida Gomen no Girls Beat (ナミダ御免のGirls Beat)"                        | 3:29                                                                         |
| Tổng thời lượng:                                                             | Tổng thời lượng:                                                             | 35:40                                                                        |

| "Toaru Kagaku no Railgun" ARCHIVES 3 (「とある科学の超電磁砲」アーカイブス3) | "Toaru Kagaku no Railgun" ARCHIVES 3 (「とある科学の超電磁砲」アーカイブス3) | "Toaru Kagaku no Railgun" ARCHIVES 3 (「とある科学の超電磁砲」アーカイブス3) |
| STT                                                                          | Nhan đề                                                                      | Thời lượng                                                                   |
| ---------------------------------------------------------------------------- | ---------------------------------------------------------------------------- | ---------------------------------------------------------------------------- |
| 1.                                                                           | "Audio Drama・1st Part (オーディオドラマ・1stパート)"                        | 16:19                                                                        |
| 2.                                                                           | "Giragira Now! (ギラギラNow!)"                                               | 3:18                                                                         |
| 3.                                                                           | "Audio Drama・2nd Part (オーディオドラマ・2ndパート)"                        | 13:30                                                                        |
| 4.                                                                           | "Kanpeki Will (カンペキWill)"                                                | 3:26                                                                         |
| Tổng thời lượng:                                                             | Tổng thời lượng:                                                             | 36:33                                                                        |

Với tập OVA thì có hai bài hát chủ đề, một mở đầu và một kết thúc. Bài hát mở đầu là bài future gazer do fripSide trình bày, đĩa đơn chứa bài hát đã phát hành vào ngày 13 tháng 10 năm 2010, với hai phiên bản giới hạn và bình thường, phiên bản giới hạn có đính kèm một đĩa chứa đoạn phim trình bày nhạc phẩm. Bài hát kết thúc có tên Special "ONE" do ELISA trình bày, đĩa đơn chứa bài hát đã phát hành vào ngày 27 tháng 10 năm 2010, với hai phiên bản giới hạn và bình thường, phiên bản giới hạn ngoài việc có đính kèm một đĩa chứa đoạn phim trình bày nhạc phẩm thì còn chứa bản nhạc khác.
| future gazer     | future gazer                                     | future gazer |
| STT              | Nhan đề                                          | Thời lượng   |
| ---------------- | ------------------------------------------------ | ------------ |
| 1.               | "future gazer"                                   | 4:08         |
| 2.               | "fortissimo-the ultimate crisis-"                | 4:56         |
| 3.               | "future gazer (instrumental)"                    | 4:08         |
| 4.               | "fortissimo-the ultimate crisis- (instrumental)" | 4:54         |
| Tổng thời lượng: | Tổng thời lượng:                                 | 18:06        |

| Special "ONE"    | Special "ONE"                  | Special "ONE" |
| STT              | Nhan đề                        | Thời lượng    |
| ---------------- | ------------------------------ | ------------- |
| 1.               | "Special "ONE""                | 4:13          |
| 2.               | "Heaven's Sky"                 | 4:41          |
| 3.               | "Special "ONE" [OVA edit]"     | 1:54          |
| 4.               | "Special "ONE" [Instrumental]" | 4:13          |
| 5.               | "Heaven's Sky [Instrumental]"  | 4:42          |
| Tổng thời lượng: | Tổng thời lượng:               | 19:43         |

| Special "ONE"    | Special "ONE"                                                                          | Special "ONE" |
| STT              | Nhan đề                                                                                | Thời lượng    |
| ---------------- | -------------------------------------------------------------------------------------- | ------------- |
| 1.               | "Special "ONE""                                                                        | 4:14          |
| 2.               | "Dear My Friend -Mada Minu Mirai he- [Live] (Dear My Friend -まだ見ぬ未来へー [Live])" | 4:16          |
| 3.               | "Real Force [Live]"                                                                    | 4:18          |
| 4.               | "Special "ONE" [OVA edit]"                                                             | 1:54          |
| 5.               | "Special "ONE" [Instrumental]"                                                         | 4:12          |
| Tổng thời lượng: | Tổng thời lượng:                                                                       | 18:54         |

Trò chơi PSP có bài hát chủ đề là bài hát mở đầu có tên way to answer do fripSide trình bày, đĩa đơn chứa bài hát đã phát hành vào ngày 14 tháng 12 năm 2011 với hai phiên bản giới hạn và bình thường, phiên bản giới hạn có đính kèm một đĩa chứa đoạn phim trình bày nhạc phẩm.
| way to answer | way to answer                  | way to answer |
| STT           | Nhan đề                        | Thời lượng    |
| ------------- | ------------------------------ | ------------- |
| 1.            | "way to answer"                | 4:46          |
| 2.            | "last fortune"                 | 4:56          |
| 3.            | "way to answer (instrumental)" | 4:46          |
| 4.            | "last fortune (instrumental)"  | 4:54          |

Bộ anime thứ hai có 6 bài hát chủ đề, 2 mở đầu và 4 kết thúc. Bài hát mở đầu thứ nhất có tên sister's noise do fripSide trình bày, bài hát này cũng là bài hát kết thúc cho tập đầu, đĩa đơn chứa bài hát đã phát hành vào ngày 08 tháng 5 năm 2013 với hai phiên bản giới hạn và bình thường, phiên bản giới hạn đính kèm một đĩa chứa đoạn phim trình bày nhạc phẩm. Bài hát mở đầu thứ hai là bài eternal reality cũng do fripSide trình bày, đĩa đơn chứa bài hát đã phát hành vào ngày 21 tháng 8 năm 2013 với ba phiên bản, hai giới hạn và một bình thường, một phiên bản giới hạn đính kèm một đĩa chứa đoạn phim trình bày nhạc phẩm và phiên bản giới hạn khác chứa bản nhạc khác. Bài hát kết thúc thứ nhất là bài Grow Slowly và bài hát kết thúc thứ hai là bài stand still cả hai đều do Iguchi Yuka trình bày, bài hát kết thứ hai dùng trong tập 11 và 14, đĩa đơn chứa hai bài hát đã phát hành vào ngày 15 tháng 5 năm 2013. Bài hát kết thúc thứ ba có tên Links (リンクス) và bài hát kết thúc thứ tư có tên Infinia (インフィニア) cả hai đều do Misawa Sachika trình bày, bài hát kết thúc thứ tư dùng trong tập 23, đĩa đơn chứa bài hát đã phát đã phát hành vào ngày 21 tháng 8 năm 2013. Hai đĩa đơn chứa các bài hát kết thúc đều có ba phiên bản, hai giới hạn và một bình thường, một phiên bản giới hạn đính kèm một đĩa chứa đoạn phim trình bày nhạc phẩm và phiên bản giới hạn khác chứa bản nhạc khác.
Các bản nhạc dùng trong bộ anime đã phát hành dưới dạng 2 album đính kèm phiên bản hộp BD/DVD giới hạn thứ nhất và thứ năm của bộ anime.
| sister's noise   | sister's noise                     | sister's noise |
| STT              | Nhan đề                            | Thời lượng     |
| ---------------- | ---------------------------------- | -------------- |
| 1.               | "sister's noise"                   | 4:22           |
| 2.               | "I'm believing you"                | 5:46           |
| 3.               | "sister's noise (instrumental)"    | 4:22           |
| 4.               | "I'm believing you (instrumental)" | 5:43           |
| Tổng thời lượng: | Tổng thời lượng:                   | 20:14          |

| eternal reality  | eternal reality                  | eternal reality |
| STT              | Nhan đề                          | Thời lượng      |
| ---------------- | -------------------------------- | --------------- |
| 1.               | "eternal reality"                | 3:53            |
| 2.               | "waiting for the moment"         | 4:27            |
| 3.               | "eternal reality -TV size-"      | 1:32            |
| 4.               | "eternal reality -instrumental-" | 3:51            |
| Tổng thời lượng: | Tổng thời lượng:                 | 13:44           |

| eternal reality  | eternal reality                  | eternal reality |
| STT              | Nhan đề                          | Thời lượng      |
| ---------------- | -------------------------------- | --------------- |
| 1.               | "eternal reality"                | 3:54            |
| 2.               | "scorching heart"                | 4:39            |
| 3.               | "eternal reality -instrumental-" | 3:54            |
| 4.               | "scorching heart -instrumental-" | 4:38            |
| Tổng thời lượng: | Tổng thời lượng:                 | 17:07           |

| Grow Slowly      | Grow Slowly                  | Grow Slowly |
| STT              | Nhan đề                      | Thời lượng  |
| ---------------- | ---------------------------- | ----------- |
| 1.               | "Grow Slowly"                | 4:13        |
| 2.               | "stand still"                | 4:06        |
| 3.               | "Grow Slowly (instrumental)" | 4:13        |
| 4.               | "stand still (instrumental)" | 4:04        |
| Tổng thời lượng: | Tổng thời lượng:             | 16:37       |

| Grow Slowly      | Grow Slowly                  | Grow Slowly |
| STT              | Nhan đề                      | Thời lượng  |
| ---------------- | ---------------------------- | ----------- |
| 1.               | "Grow Slowly"                | 4:13        |
| 2.               | "Everything"                 | 4:50        |
| 3.               | "Grow Slowly (TV-size)"      | 1:35        |
| 4.               | "Grow Slowly (instrumental)" | 4:13        |
| 5.               | "Everything (instrumental)"  | 4:47        |
| Tổng thời lượng: | Tổng thời lượng:             | 19:39       |

| Links (リンクス) | Links (リンクス)                                       | Links (リンクス) |
| STT              | Nhan đề                                                | Thời lượng       |
| ---------------- | ------------------------------------------------------ | ---------------- |
| 1.               | "Links (リンクス)"                                     | 5:10             |
| 2.               | "Infinia (インフィニア)"                               | 4:02             |
| 3.               | "Links (instrumental) (リンクス (instrumental))"       | 5:10             |
| 4.               | "Infinia (instrumental) (インフィニア (instrumental))" | 4:00             |
| Tổng thời lượng: | Tổng thời lượng:                                       | 18:23            |

| Links (リンクス) | Links (リンクス)                                 | Links (リンクス) |
| STT              | Nhan đề                                          | Thời lượng       |
| ---------------- | ------------------------------------------------ | ---------------- |
| 1.               | "Links (リンクス)"                               | 5:11             |
| 2.               | "Relievers"                                      | 4:02             |
| 3.               | "Links (TV-size) (リンクス (TV-size))"           | 1:52             |
| 4.               | "Links (instrumental) (リンクス (instrumental))" | 5:11             |
| 5.               | "Relievers (instrumental)"                       | 3:59             |
| Tổng thời lượng: | Tổng thời lượng:                                 | 20:16            |

| Toaru Kagaku no Railgun S Original Soundtrack Vol.1 (とある科学の超電磁砲S オリジナルサウンドトラックVol.1) | Toaru Kagaku no Railgun S Original Soundtrack Vol.1 (とある科学の超電磁砲S オリジナルサウンドトラックVol.1) | Toaru Kagaku no Railgun S Original Soundtrack Vol.1 (とある科学の超電磁砲S オリジナルサウンドトラックVol.1) |
| STT | Nhan đề | Thời lượng                                                                                                  |
| --- | --- | --- |
| 1. | "RAILGUNS SHOOT"                                                                                            | 2:12 |
| 2. | "Zankoku na Genjitsu (残酷な現実)"                                                                          | 2:05 |
| 3. | "Level 5 (超能力者(レベル5))"                                                                               | 1:56 |
| 4. | "Level 6 Shift (絶対能力進化計画(レベル6シフト))"                                                           | 4:04 |
| 5. | "Accelerator (アクセラレータ)"                                                                              | 2:21 |
| 6. | "Tansaku (探索)"                                                                                            | 2:05 |
| 7. | "Invader"                                                                                                   | 2:11 |
| 8. | "Critical (寿命中断(クリティカル))"                                                                         | 2:47 |
| 9. | "Shizuka na Keiryaku (静かな計略)"                                                                          | 2:15 |
| 10. | "Itsumo no Gonin de (いつもの5人で)"                                                                        | 1:54 |
| 11. | "Sono Kimochi no Saki ni (その気持の先に)"                                                                  | 2:00 |
| 12. | "Misaka Imouto (御坂妹)"                                                                                    | 2:26 |
| 13. | "Yawaraka na Kimochi (柔らかな気持ち)"                                                                      | 2:02 |
| 14. | "Kuroko no Nichijou (黒子の日常)"                                                                           | 1:40 |
| 15. | "Sou, Kimeta (そう、決めた)"                                                                                | 2:03 |
| 16. | "Hajimete no Kanji (初めての感じ)"                                                                          | 1:41 |
| 17. | "Osanai Hi no Omoide (幼い日の思い出)"                                                                      | 2:37 |
| Tổng thời lượng:                                                                                            | Tổng thời lượng:                                                                                            | 38:19 |

| Toaru Kagaku no Railgun S Original Soundtrack Vol.2 (とある科学の超電磁砲S オリジナルサウンドトラックVol.2) | Toaru Kagaku no Railgun S Original Soundtrack Vol.2 (とある科学の超電磁砲S オリジナルサウンドトラックVol.2) | Toaru Kagaku no Railgun S Original Soundtrack Vol.2 (とある科学の超電磁砲S オリジナルサウンドトラックVol.2) |
| STT | Nhan đề | Thời lượng                                                                                                  |
| --- | --- | --- |
| 1. | "Saijaku VS Saikyou (最弱VS最強)"                                                                           | 2:15 |
| 2. | "Study (スタディ)"                                                                                          | 1:51 |
| 3. | "Pressure (プレッシャー)"                                                                                   | 2:30 |
| 4. | "Dai 3'i VS Dai 4'i (第３位VS第４位)"                                                                       | 2:08 |
| 5. | "Time Limit (タイムリミット)"                                                                               | 2:14 |
| 6. | "Item" | 2:08 |
| 7. | "Meltdowner (メルトダウナー)"                                                                               | 1:49 |
| 8. | "Saikyou wo Shimesu Mono (最強を示す者)"                                                                    | 1:57 |
| 9. | "Kurayami no Sono Saki (暗闇のその先)"                                                                      | 2:36 |
| 10. | "Mou Hitori no Level 5 (もうひとりのレベル５)"                                                              | 1:52 |
| 11. | "Zetsubou wo mo Koeru (絶望をも超える)"                                                                     | 2:02 |
| 12. | "Frenda (フレンダ)"                                                                                         | 2:20 |
| 13. | "Febri (フェブリ)"                                                                                          | 1:22 |
| 14. | "Junsui Yue no Ayamachi (純粋ゆえの過ち)"                                                                   | 1:59 |
| 15. | "Tatta Hitotsu no Houhou (たったひとつの方法)"                                                              | 4:12 |
| 16. | "Ketsui to Kakugo (決意と覚悟)"                                                                             | 2:36 |
| Tổng thời lượng:                                                                                            | Tổng thời lượng:                                                                                            | 35:51 |